# Baroes
Barus (holandès Baroes) fou un antic regne de Sumatra que tenia per capital a Baroes (Barus). El regne fou annexionat pels holandesos el 1839 i formà part del govern de la Costa Occidental fins que el 1906 fou part de la Residència de Tapanoeli.

## Bandera
D'aquest regne es coneix la bandera que era vermella i diferent pels dos costats. La descripció fou traduïda de l'holandès a l'anglès per Jos Poels, de l'anglès al francès per André Flicher, i sobre aquesta traducció s'ha realitzat la traducció al català: la bandera sobre un mòdel en poder dels holandesos el 1840 tenia proporcions 13:27. A la part del davant hi havia una cal·ligrafia àrab negre sobre un disc blanc (0,37 de diàmetre) situat al cantó del pal i sobre una llarga klewang (espasa típica) d'1,34 de llarg i 0,22 d'ample. Al disc es llegeix: "Allaho, Muhammad, Abu Bakr, Umar, Usman, Ali - fa-sa-jakfi-ka-hommo 'lIaho; wa-howa 's-samio' l-alim" (traduít com: Però Allah farà que vos [Muhammad], amb els doctors que s'han desviat de la bona fe, sigueu aquí per portar-los al camí recte, doncs ell és l'auditor i el coneixedor); al klewang, a la punta "La illaha illa 'Ilaho", (no hi ha més deu que Al·là) i sobre la resta "Wa-ja kadiran ahlik aduwwi Wolanda bi-kaidi-hi, aw moktadiran aradi 'l-kadsuba 'l-makula Wolanda; wa-ja kadiran ahlik aduwwi Wolanda bi-kaidi-ri, wa-moktadiran ardia 'l-kadsuba 'l-makula Wolanda", (O Senyor, destrueix el meu enemic Holanda, a cauda del qual existeix la sornegueria. I la riquesa, destruïu el mentor, la fiera Holanda). A la part del darrere es reprodueix el mateix que a la part del davant però a la part central de la bandera hi ha una inscripció aràbiga dins un quadre envoltat pels quatre costats per més inscripció; el quadre cobreix part de l'espasa. Al disc blanc la inscripció és diferent i diu: "Bismi 'llahi madjara wa-morsa-ha; inna rabbi la-ghafu-ron ar-rahim" ("en el nom d'Al·là, el seu vel i les seves àncores, són la misericòrdia pel meu senyor i sol·licita ser perdonat"); sota segueix: Nacron mina 'llahi, wa-fathom karibon; wa-bassj iri 'l-muminin", (Amb l'ajut d'Al·là la victòria està propera per als seus fidels). Al quadre i la vora diu: 1.- "Bismi 'llahi 'r-rahmani 'r-rahim" (En nom d'Al·là el Misericordiós); 2.- "Asado 'Ilhahi 'l-ghalib" (el lleó triomfant d'Al·là); 3.- "Allo ibno ahi Talib" ("És Alí Ibn Abi Talib"); 4.- Karrama 'Ilaho wajha-ho" (Al·là, gloriós és el seu rostre); 5.- "Nadi Alijan motzhara 'l-ajaib !" ("El seu predicador Ali, par honor és atrapat per lt happé par les seves admiracions); 6.- "Tajido-ho aunan la-ka fi'n-nawaib" (El trobaras per ajudar-te en circumstàncies difícils); 7.- Wa-bi-kolli hammin" ("Cures i angoixes seran aclarides"); 8.- "Bi-nobuwwati-ka ja Muhammad bi-wilajati-ka fa Ali !" ("Par la vostre profecia, Mahoma,pel vostre carisma Alí !"); 9.- La fata illah Ali, la saifa illa Dsuwa 'l-Fakar" ("No hi ha ningú més noble que Alí, ni cap espasa millor la Dsu' l-Fakar"); 10.- "Chairo chalki 'r-rahmani kabiro 'l-muminin" ("Dedicat a la creació de la pietat, més gran de la felicitat"); 11. - "Ja howa, kabiron, atzim" ("Ohé ! Gran i Important"); 12.- "Ja man howa" ("Ohé ! tu ets el nostre Déu"); 13. - "Ja man la ilaha illa howa" ("Ohé ! No hi ha cap altre Déu").